# Rudolf Bechyně

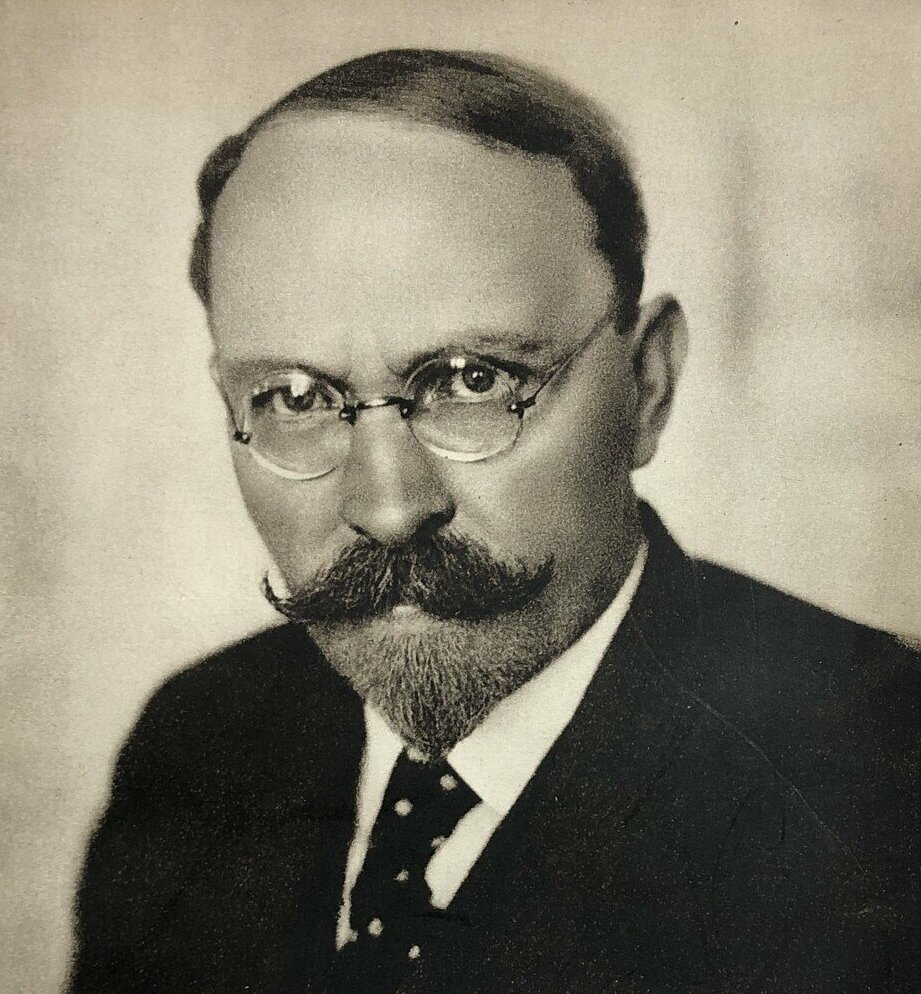
Rudolf Bechyně (1881–1948)

Rudolf Bechyně (* 6. April 1881 in Nymburk; † 1. Januar 1948 in Prag) war ein tschechischer sozialdemokratischer Politiker und Journalist. In den verschiedenen Koalitionsregierungen der Ersten Tschechoslowakischen Republik bekleidete er mehrere Ministerämter und war mehrmals auch stellvertretender Ministerpräsident.

## Lebenslauf

### In Österreich-Ungarn
Rudolf Bechyně absolvierte in seiner Geburtsstadt Nymburk eine Schlosserlehre und arbeitete anschließend in verschiedenen Maschinenfabriken. Seit seiner Jugend engagierte er sich politisch. Er trat in die Tschechische National-Soziale Partei (Česká strana národně sociální, ČSNS) ein, im Jahr 1905 wechselte er in die Tschechische Sozialdemokratische Partei (ČSSD). Hier entwickelte er sich bald zu einem erfolgreichen Journalisten und einem aktiven Politiker. Bechyně arbeitete für die sozialdemokratischen Tageszeitungen Právo lidu (Recht des Volkes) in Prag und Rovnost (Gleichheit) in Brünn. Vlastimil Tusar, Chefredakteur von Rovnost, berief ihn 1908 zum Parlamentberichterstatter aus dem Wiener Reichsrat. Im Jahr 1909 übernahm Bechyně die Chefredaktion der Tageszeitung Hlasu lidu (Stimme des Volkes) in Prostějov.
Im Jahr 1911 wurde Rudolf Bechyně sozialdemokratischer Abgeordneter im Wiener Reichsrat, dort blieb er bis zur Auflösung der Monarchie. Nach Ausbruch des Ersten Weltkrieges wurde er 1915 wegen seiner politischen Tätigkeit verhaftet, des Hochverrats angeklagt, nach wenigen Wochen aber freigelassen und als einfacher Soldat an die Front geschickt. Er kehrte 1917 wegen gesundheitlicher Probleme zurück und wurde noch im gleichen Jahr in die Führung der sozialdemokratischen Partei berufen. Hier vertrat er den tschechisch-nationalen, antiösterreichischen Flügel und stand damit in Opposition zur Parteiführung und zu Bohumír Šmeral, der die pro-österreichische Richtung repräsentierte. Seit Herbst 1918 war er auch Mitglied im Tschechoslowakischen Nationalausschuss, wo er sich für die tschechoslowakische Eigenstaatlichkeit engagierte.

### In der Ersten Republik
Rudolf Bechyně erlangte eine große Bedeutung als sozialdemokratischer Politiker der Ersten Tschechoslowakischen Republik. Er setzte sich für Sozialreformen und für innerparteiliche Zusammenarbeit ein und war ein populärer und humorvoller Redner. Er blieb im Vorstand der sozialdemokratischen Partei – sie hieß ab 1918 Tschechoslowakische Sozialdemokratische Arbeiterpartei (Československá sociálně demokratická strana dělnická) – bis zu deren Auflösung im Jahr 1938. In der Partei gehörte er zusammen mit Vlastimil Tusar zum demokratischen Flügel, unterstützte Präsident Tomáš Garrigue Masaryk und trat entschieden gegen Bohumír Šmeral, gegen den radikal-marxistischen Parteiflügel und gegen die Kommunisten auf.
Von 1918 bis 1920 war er Abgeordneter der Revolutionären Nationalversammlung, anschließend Abgeordneter der Tschechoslowakischen Nationalversammlung bis zu deren Auflösung im Jahr 1939. Von 1921 bis 1926 vertrat er die sozialdemokratische Partei in der außerparlamentarischen Gruppe Pětka. In den verschiedenen Koalitionsregierungen der Ersten Republik bekleidete er mehrere Ministerämter. Er war Minister für Schulwesen und Volksbildung (1922–1924), Minister für Eisenbahnen (1925–1926, 1932–1938) und Ernährungsminister (1929–1932). In den Kabinetten mit sozialdemokratischer Beteiligung der Jahre 1925–1938 übernahm er stets die Position eines stellvertretenden Ministerpräsidenten.
Er setzte sich für die deutsch-tschechische Verständigung und Zusammenarbeit im Staat ein und war 1929 am Regierungseintritt der deutschen Sozialdemokraten beteiligt. Im Jahr 1935 unterstützte er die Wahl von Edvard Beneš zum Staatspräsidenten.
Neben seiner politischen Arbeit war er publizistisch tätig, schrieb für die Parteizeitungen Právo lidu (Recht des Volkes) und Nová svoboda (Neue Freiheit) die er 1923 gründete, und für die Zeitschrift Přítomnost. Mit deren Chefredakteur, dem Journalisten und Schriftsteller Ferdinand Peroutka, verband ihn eine enge Freundschaft.

### Nach 1939
Im Juli 1939 emigrierte Rudolf Bechyně über Polen nach Großbritannien. Er wurde Mitglied und später Vorsitzender (1940–1941) des Tschechoslowakischen Staatsrates (Státní rada Československá), eines Kontrollorgans der Londoner Exilregierung. In London gehörte er zu einer Gruppe von Exilpolitikern, die die Einheit der linken Kräfte und eine enge Zusammenarbeit mit der Sowjetunion propagierten und rückte damit deutlich von seiner früheren anti-marxistischen Position ab. Seine Zeitung Nová svoboda gab er nun als Exilzeitung heraus (1941–1945), sie wurde zu einem Organ der Parteilinken. Rudolf Bechyně kritisierte immer schärfer die Exilregierung von Edvard Beneš. In seiner Rede vor dem Staatsrat im Dezember 1944 zweifelte er an der Legitimität der Präsidentschaft von Edvard Beneš und forderte den Rücktritt der Exilregierung.
Nach Kriegsende kehrte Rudolf Bechyně mit 64 Jahren nach Prag zurück, engagierte sich aber nicht mehr politisch. Der Grund war einerseits seine schlechte Gesundheit, anderseits sein Konflikt mit der Londoner Exilregierung und dem Präsidenten. Zwei Jahre nach dem Krieg veröffentlichte er eine Auswahl seiner Aufsätze und Zeitungsartikel aus der Zeit der Zweiten Republik und des Londoner Exils in Buchform. Dem Band gab er den leicht ironischen Titel Péro mi zůstalo (Der Stift blieb mir).
Nach seinem Tod erhielt Rudolf Bechyně ein Staatsbegräbnis. Die Trauerrede sprach im Namen der tschechoslowakischen Regierung Außenminister Jan Masaryk.